# Auschwitz
För andra betydelser, se Auschwitz (olika betydelser).

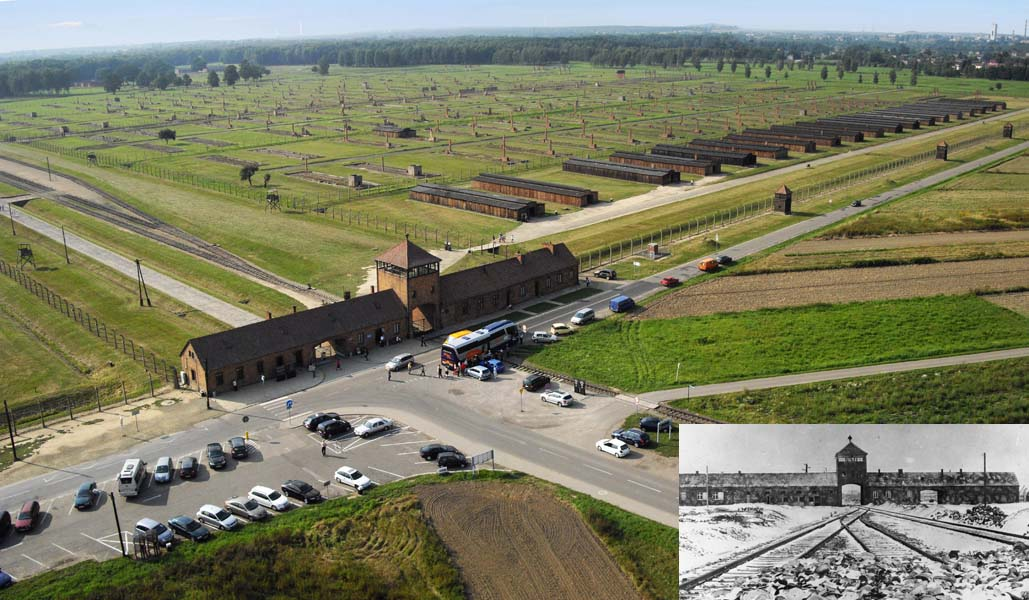
Flygfoto över Auschwitz-Birkenau.

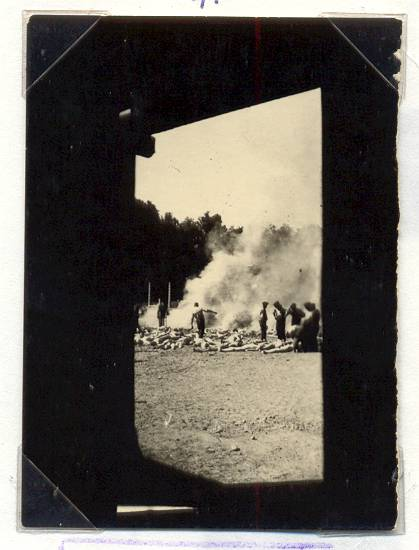
Kroppar bränns i Auschwitz-Birkenau. Fotografi taget av motståndsrörelsen i augusti 1944.

KZ Auschwitz var det största av Nazitysklands koncentrations- och förintelseläger. Lägret var verksamt från 1940 till januari 1945. Auschwitz är det tyska namnet på den polska staden Oświęcim, som ligger cirka 60 kilometer väster om Kraków i sydöstra Polen. KZ är en förkortning av det tyska ordet Konzentrationslager.
Auschwitz bestod av tre huvudläger: Auschwitz I – Stammlager, koncentrationsläger och lägrens administrativa centrum; Auschwitz II-Birkenau, koncentrations- och förintelseläger; Auschwitz III-Monowitz, arbetsläger med bland annat fabriken IG Farben. Omkring 1,3 miljoner personer deporterades till Auschwitz, och av dessa dog 1,1 miljoner i lägret. Nittio procent av dem var judar. De övriga var polacker, romer, sinti, sovjetiska krigsfångar och personer av annan nationalitet. Det fanns även homosexuella i lägret.

## Bakgrund

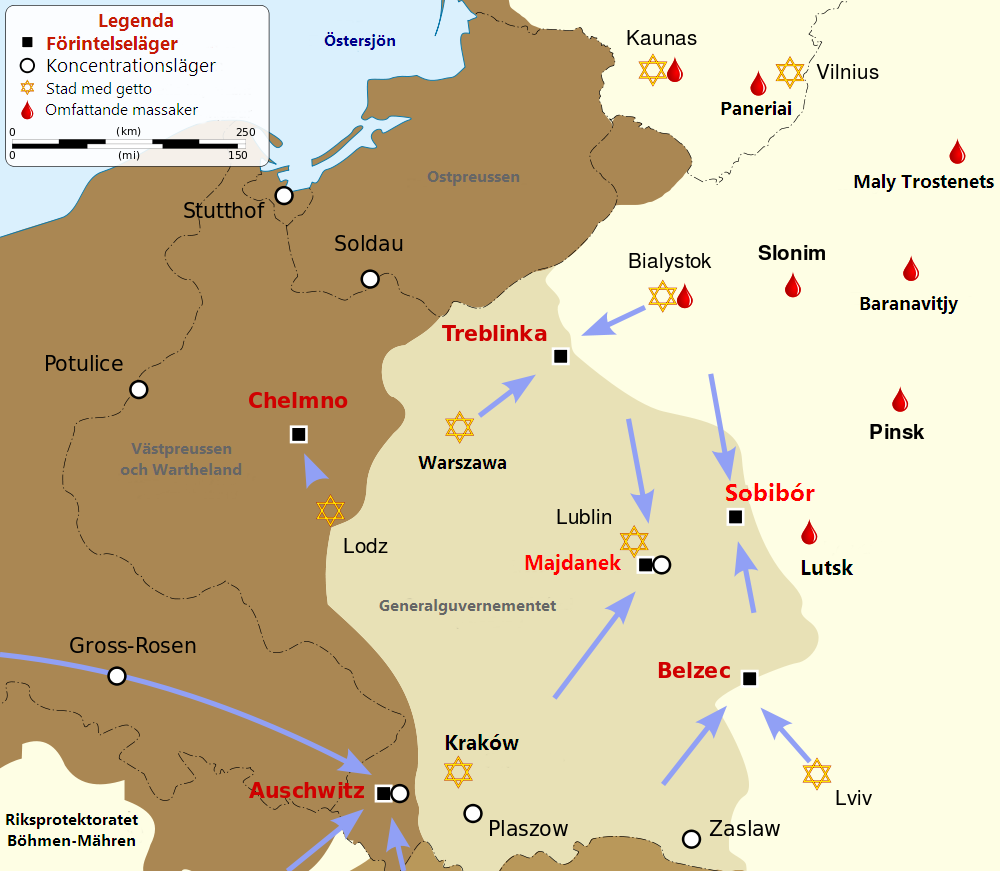
En karta med Generalguvernementet i mitten.

Den 1 september 1939 anföll Tyskland Polen vilket blev inledningen till andra världskriget och till tyskarnas expansionskrig i öst. Den västra delen av Polen annekterades och inlemmades i Tyska riket. Den sydöstra delen av Polen ockuperades och blev den tyska regionen Generalguvernementet. Det var i närheten av och i Generalguvernementet som förintelselägren byggdes: Chełmno, Sobibór, Majdanek, Treblinka, Bełżec, och Auschwitz-Birkenau.
Bland de första aktioner nazisterna genomförde i Polen 1939–1940 var att fängsla polska akademiker och att föra samman judar i getton. Anläggandet av koncentrationsläger i öst hör samman med den nazistiska regimens Generalplan Ost (svenska Generalplan öst) som utarbetades i olika omgångar mellan 1939 och 1942. Generalplan Ost var en hemlig plan för den tyska koloniseringen av Östeuropa. Planen innehöll bland annat riktlinjer för etnisk rensning – alla judar, romer och polacker i området skulle fördrivas. Judar och romer skulle avlägsnas, polacker och andra folkgrupper skulle användas som slavarbetare.
Förintelselägren anlades efter att nazisterna inlett ”Operation Reinhard” hösten 1941. Operation Reinhard var planen för utrotandet av alla judar i Generalguvernementet; för detta ändamål inrättades 1942 förintelselägren Belzec, Sobibór och Treblinka II. Även Auschwitz II-Birkenau började byggas vid denna tid. Nazisternas planer att eliminera judarna blev alltmer omfattande; vid Wannseekonferensen den 20 januari 1942 inkluderades alla Europas judar i deras planer. När chefen för säkerhetsministeriet, Reinhard Heydrich, tog fram riktlinjerna för genomförandet av ”Den slutgiltiga lösningen av judefrågan” presenterade han dokument, som visade beräkningar över den judiska befolkningen i alla Europas stater. Vid konferensen deltog representanter från tyska myndigheter, ministerier och från säkerhets- och kriminalpolisen, som alla fick instruktioner för administrerandet och genomförandet av ”Den slutgiltiga lösningen”.

## KZ Auschwitz

Schematisk karta över Auschwitz-området med läger I, II och III.
TECKENFÖRKLARING: Blå linjer - floder, Röd streckad linje - Auschwitz I och II:s "intresseområde", Bruna markeringar - koncentrationsläger, Bruna femuddar - satellitläger, Röd fläck - staden Auschwitz/Oświęcim, Grå rektangel - IG Farbens fabrik, Svart rektangel - Staden Auschwitz järnvägsstation, Grått streck - avlastningskaj fram till våren 1944, därefter lades räls direkt in i Auschwitz II.

KZ Auschwitz inrättades i polska arméns tegelbyggnader under våren 1940 av den tyska polisen när alla fängelser i Generalguvernementet blivit överfulla (av framförallt polska oppositionella). Platsen valdes för sitt isolerade läge och gynnsamma kommunikationsmöjligheter. I mars 1941 besöktes lägret av Heinrich Himmler som några månader senare beordrade att det skulle byggas ut för att kunna ta emot mer slavarbetskraft och fler judar. När SS:s arkitekter 1942 utförde ritningarna för Auschwitz-Birkenau innefattade det 600 byggnader. Vid krigsslutet 1945 hade drygt 300 av dem uppförts.
Fram till 1945 växte KZ Auschwitz till att omfatta 40 läger och satellitläger (tyska Nebenlager). Lägrets så kallade ”intresseområde” (tyska Interessengebiet), som inbegrep Auschwitz I, II och III, sträckte sig över fyrtio kvadratkilometer. Under Auschwitz expansion 1944 fanns det i de tre lägren 135 000 personer.

### Lägrets två perioder
KZ Auschwitz kan sägas ha två perioder:
- Från 1940 till sommaren 1942. Under denna tid var Auschwitz framför allt ett koncentrations- och arbetsläger för polacker, sovjetiska krigsfångar och judar. Inget storskaligt systematiskt mördande pågick; fångar avled av svält, hårt arbete, vid dödsskjutningar och av injektioner. Lägerfångarna användes som arbetskraft vid byggprojekt, industrier och jordbruk knutna till lägret.
- Från sommaren 1942 till och med 1944. Lägret blir nu även ett förintelseläger för utrotandet av Europas judar. Lägrets olika delar får specialiserade funktioner som 1943 organiseras i tre enheter:

1. Auschwitz I, det ursprungliga koncentrationslägret; platsen fungerade som ett administrativt centrum för hela komplexet; byggnaderna var tidigare kaserner för den polska armén och tusentals polska intellektuella och sovjetiska krigsfångar mördades här.
2. Auschwitz II, omfattande Birkenau och satellitläger med jordbruk. Detta läger var förintelselägret där gaskamrar och krematorier installerades och det systematiska mördandet av judar utfördes. Auschwitz II var även lägret där ”reservarbetskraft” hölls internerad. Här fanns också mellan 1942 och 1944 ett "Zigenarläger". I Auschwitz-Birkenau mördades större delen av de cirka en miljon judar, 74 000 polacker och 20 000 romer som dog i Auschwitz.
3. Auschwitz III (Monowitz), var ett arbetsläger som byggts upp med företaget IG Farben för gummifabriken Buna-Werke. Lägret försåg även fabriker underställda Auschwitz i regionerna Schlesien, Böhmen och Mähren med arbetskraft.

### Gaskamrarna

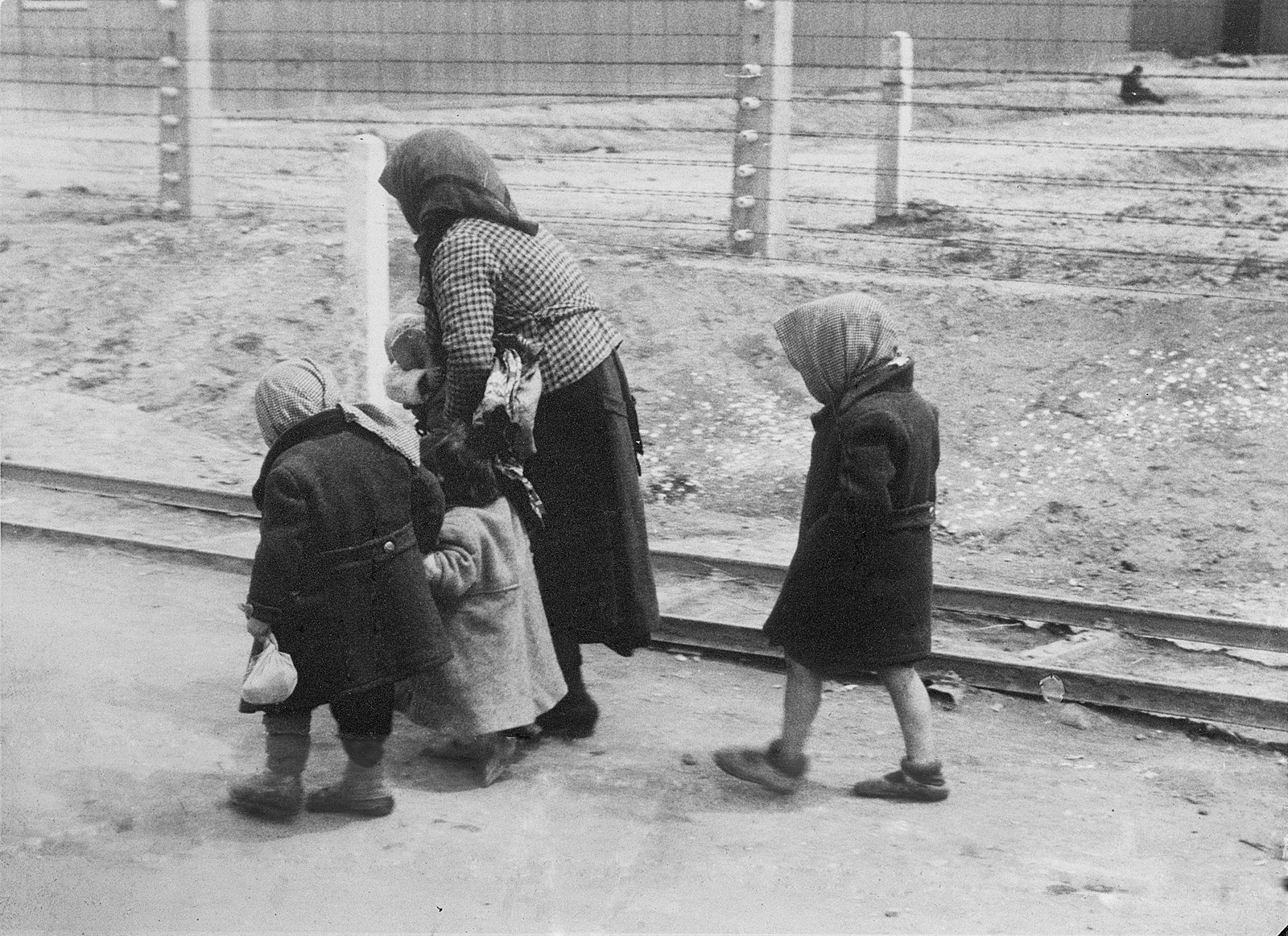
Kvinna och barn på väg till gaskamrarna i maj 1944.

I augusti och september 1941 gjordes de första experimenten med gas – flera tåglaster med sovjetiska krigsfångar dödades med Zyklon B-gas i huvudlägret i Auschwitz i Block nr 11. Några månader senare, i början av 1942, börjar man använda två provisoriska gaskamrar i Birkenau med kapacitet för cirka tusen personer per dygn. Offrens kroppar kastades i massgravar som sedan brändes. På våren 1943 ersattes de provisoriska gaskamrarna med fyra nybyggda gaskamrar med förbränningsugnar (krematorier). Dessa hade en kapacitet på 4 416 personer per dygn enligt officiella källor. Kapaciteten kunde ökas till 8 000 per dygn genom att kremeringstiden förkortades. Från och med 1942 mördades de flesta av lägrets offer genom gasning.

### Selektionerna
Selektion innebar att de som anlände till Auschwitz vid ankomsten delades upp i olika grupper. Först skildes män och kvinnor åt, därefter skildes de ”arbetsdugliga” från de som inte ansågs ”arbetsdugliga”. Svaga, sjuka, gamla och barn, men även andra, sorterades ut som icke dugliga. Dessa fördes direkt till gaskamrarna. De som sändes till gaskamrarna registrerades inte och fick inget fångnummer. Icke-judiska fångar gick inte igenom selektion, utan i regel registrerades de alla. Man vet inte exakt hur många som mördades i Auschwitz-Birkenau eftersom cirka 75 % av de nyanlända judarna fördes omedelbart till gaskamrarna.

## Lägrets historia

### Fångar anländer och mördas

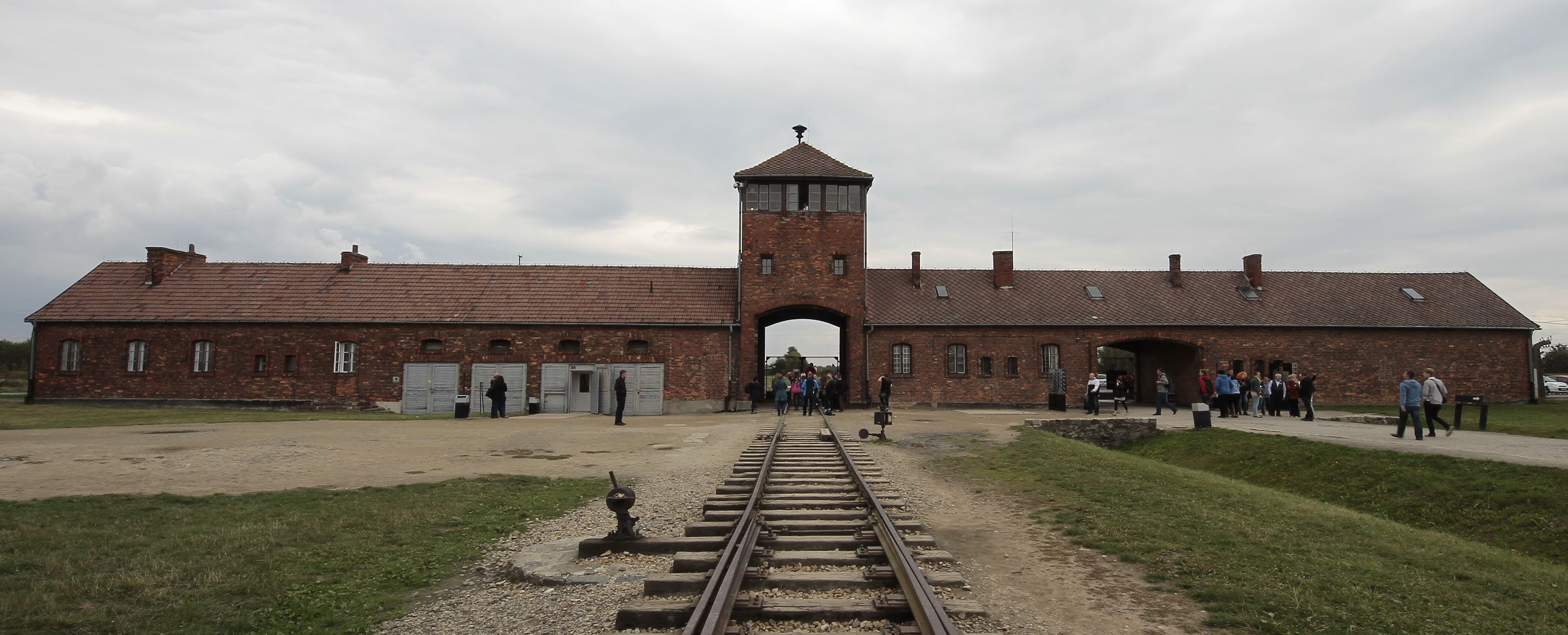
Huvudbyggnad och entré vid Auschwitz II.

Våren 1940 beslutade nazityska SS att uppföra koncentrationslägret i de polska armébarackerna i närheten av Oświęcim, och knappt tre månader senare, den 20 maj, anlände den första fångtransporten till lägret – trettio interner från Sachsenhausen. Den första större fångtransporten togs emot i Auschwitz den 14 juni 1940, då 728 polska politiska fångar och ett okänt antal judar deporterades från Tarnów. Därefter kom polacker som gripits i Wisnicz, Katowice, Kraków och Warszawa.
Reichsführer-SS Heinrich Himmler besökte Auschwitz den 1 mars 1941. Då närbelägna fabriker använde fångar som arbetskraft var Himmler intresserad av hur många fångar lägret kunde hysa. Himmler beordrade att Auschwitz I skulle byggas ut och kunna hålla 30 000 interner, samt att ett andra läger, nära Birkenau, skulle uppföras med kapacitet för cirka 100 000 ryska krigsfångar.

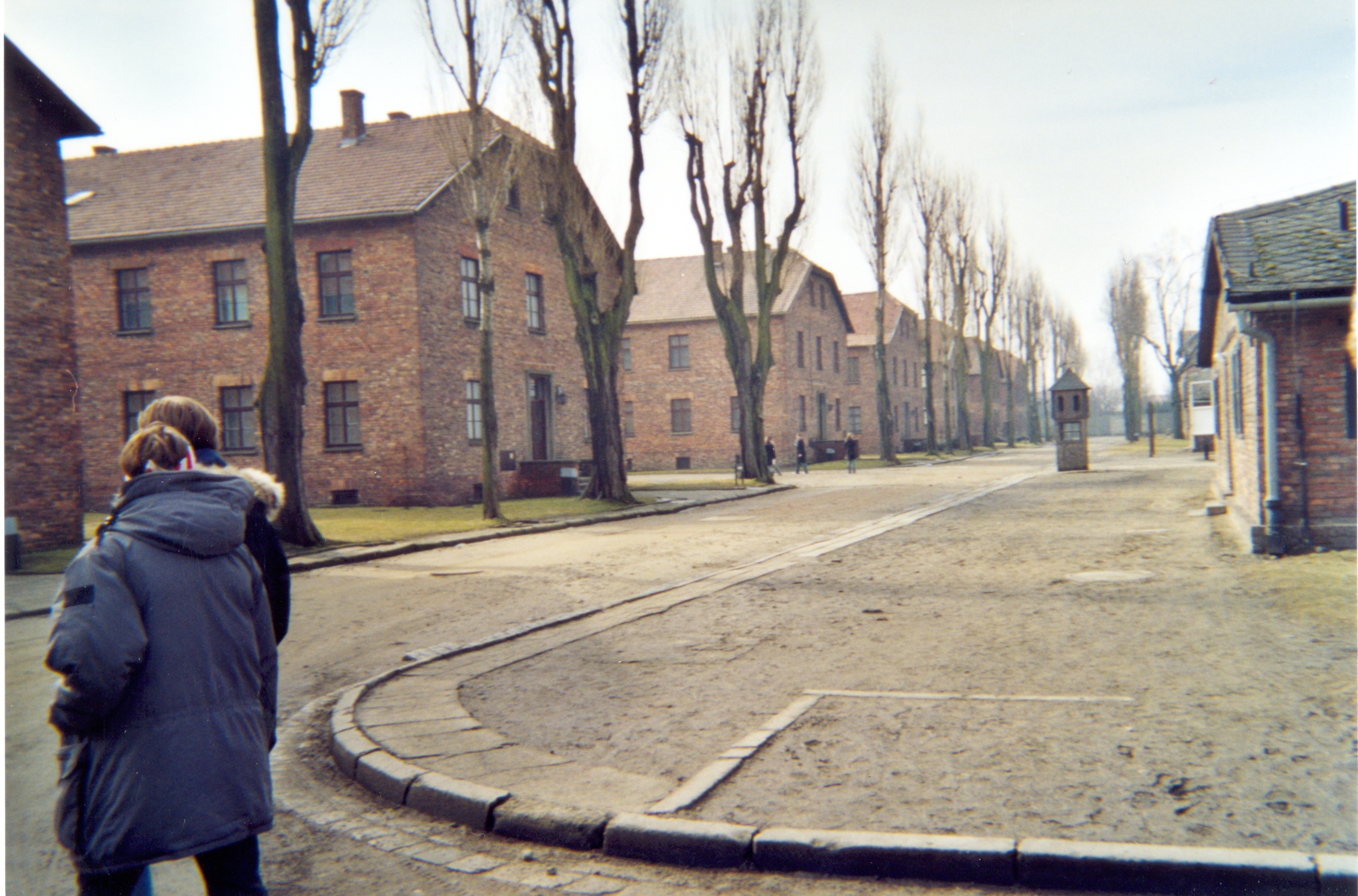
Översikt över Auschwitz I.

De första gasningarna av fångar ägde rum den 3 september 1941 i Auschwitz I. SS-Hauptsturmführer Karl Fritzsch testade Zyklon B, och under hans befäl mördades 600 ryska krigsfångar samt 250 sjuka interner.
I oktober 1941 kom omkring 10 000 sovjetiska krigsfångar till Auschwitz I. Himmler informerade i slutet av januari 1942 inspektören för koncentrationslägren, Richard Glücks, att cirka 100 000 judar och cirka 50 000 judinnor skulle deporteras som tvångsarbetskraft från Tyskland till Auschwitz. Gettot i Beuthen (dagens Bytom) stängdes, och 982 judar anlände i mitten av februari 1942 för att direkt efter ankomsten mördas i lägrets gaskamrar.

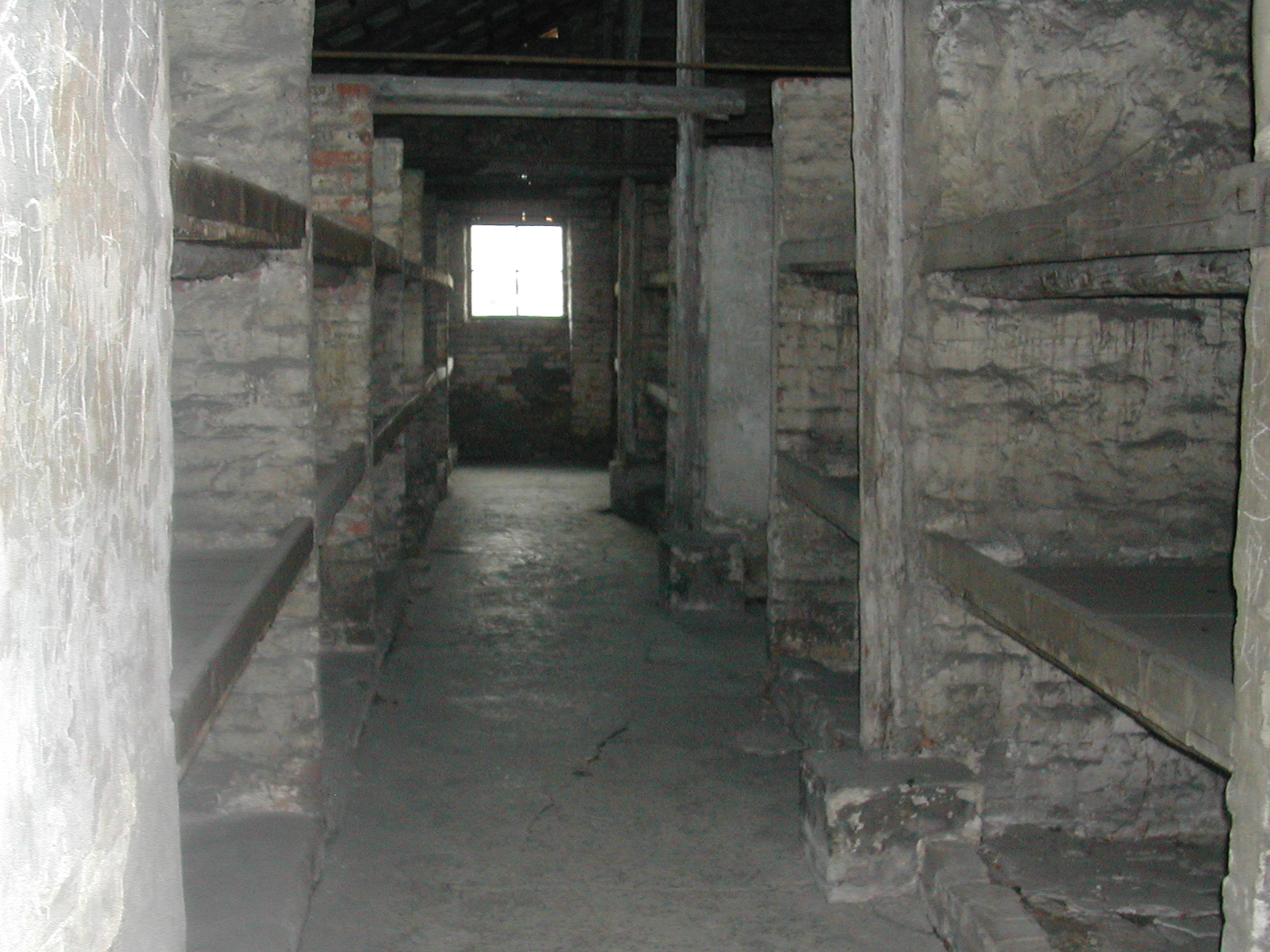
Sovkojer i Auschwitz II.

Under 1942 kom de första transporterna av judar från andra länder, från Slovakien, Frankrike, Nederländerna, Belgien, Jugoslavien, Böhmen-Mähren (Theresienstadt) och Norge. År 1943 följde transporter från Grekland och Italien. Den 29 januari 1943 beslutade Reichssicherheitshauptamt att samtliga romer i Tyskland, Österrike och riksprotektoratet Böhmen och Mähren skulle deporteras till Auschwitz. 23 000 internerades i det så kallade Zigenarfamiljelägret i Birkenau. 1944 gasades 5 600 av dem ihjäl, de övriga dog av svält och sjukdom.(Se artikeln Porajmos).
Under sommaren 1944 nåddes kulmen på mördandet när omkring en halv miljon ungerska judar ankom till Birkenau. Tre till fyra tågtransporter anlände varje dag med mellan 3 000 och 3 500 människor. Av dessa togs en tiondel ut till arbete medan de övriga fördes direkt till krematorierna. Den 2 november 1944 avbröts massmorden i Auschwitz-Birkenau. Den sista transporten av judar anlände den 5 januari 1945 från Berlin. Dagen därpå hängdes fyra judiska kvinnor, efter att de hade anklagats för att smuggla in sprängmedel i lägret.

### Röda Armén närmar sig och lägret evakueras
Under sommaren 1944 trängde Röda Armén genom Vitryssland och nådde under hösten Warszawa. Himmler gav då order om att Auschwitz och andra läger i öst skulle evakueras. Evakueringen av Auschwitz inleddes den 18 januari 1945. De flesta av de 66 020 fångar som fanns i lägret tvingades marschera i så kallade dödsmarscher i riktning mot Tyskland, med koncentrationslägren Gross-Rosen, Bergen-Belsen och Buchenwald som mål. Tusentals fångar sköts längs vägen eller dog av utmattning.
De fångar som fanns kvar i Auschwitz var för sjuka för att kunna delta i evakueringen. Den 27 januari 1945 befriade Röda armén under ledning av marskalk Ivan Konjev, de som fanns kvar, vilket var sammanlagt 7 000 fångar. SS-soldaterna i lägret hade då försökt förstöra alla bevis för Förintelsen genom att bränna arkiv och spränga gaskamrarna och krematorierna, för att därefter fly därifrån.

### Antal fångar och dödsoffer
I Auschwitz internerades och mördades judar och romer från så gott som hela Europa, polacker, sovjetiska krigsfångar och ett mindre antal tjecker, vitryssar, jugoslaver, fransmän, österrikare och tyskar.
- Av de cirka 1 100 000 judar som deporterades till Auschwitz dog omkring en miljon.
- Mellan 140 000 och 150 000 polacker internerades i Auschwitz, av dessa avled omkring 75 000.
- 23 000 romer fanns i ”Zigenarfamiljelägret” i Birkenau. Cirka 20 000 av dem dog. (Se artikeln Porajmos.)
- Hösten 1941 kom 10 000 sovjetiska krigsfångar till Auschwitz, efter fem månader hade 9 000 avlidit av svält eller dödats. Vid krigsslutet internerades fler krigsfångar. Det uppskattas att omkring 15 000 sovjetiska krigsfångar dog i Auschwitz.
- Förutom judar, romer, polacker och krigsfångar fanns omkring 25 000 personer av annan nationalitet i lägren. 10 000 till 15 000 av dem avled.

## UNESCOs världsarv
1979 blev Auschwitz uppsatt på Unescos världsarvslista.

## Stölden av skylten ”Arbeit macht frei”

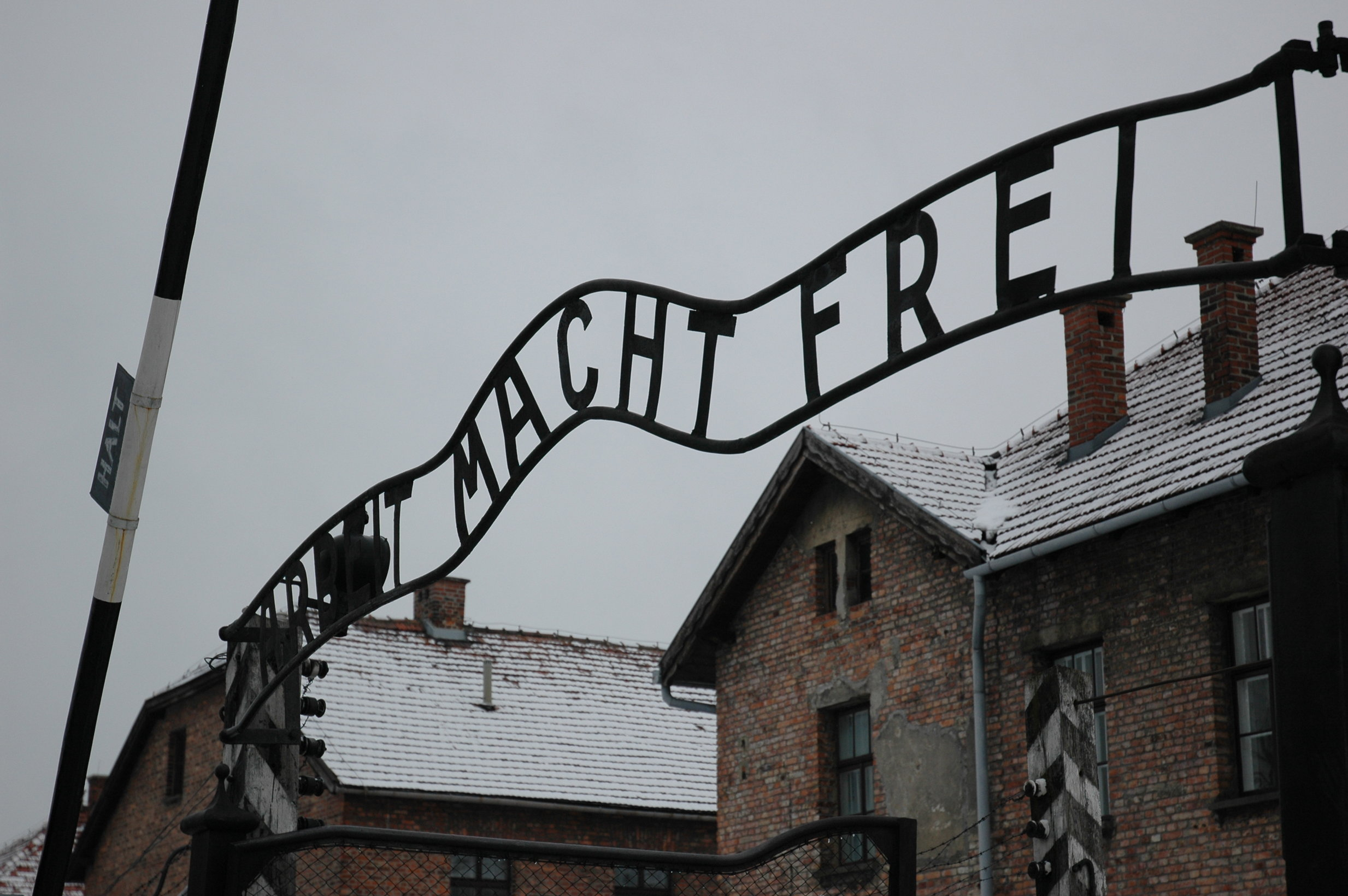
”Arbeit macht frei”, tyska för ’arbete gör dig fri’; denna text finns vid ingången till Auschwitz.

Den 18 december 2009 stals den berömda och ökända entréskylten med texten "Arbeit macht frei" (arbete skapar frihet) från koncentrationslägret. Stölden fördömdes av länder världen över, och bland annat Israels biträdande premiärminister Silvan Shalom beskrev stölden som en avskyvärd, nästan vanhelgande, handling. Efter tre dagars intensiv polisjakt runt om i hela Polen återfanns skylten den 21 december i nordvästra Polen, sönderskuren i tre delar. Fem män i åldrarna 20 till 39 år greps för stölden, varav alla var tidigare kända av polisen. Enligt uppgifter från polsk polis var inte stölden politiskt menad utan enbart ekonomisk. År 2010 blev svensken Anders Högström åtalad för stöld av skylten. I december dömdes han till 32 månaders fängelse av en domstol i Polen. Han fick avtjäna sitt straff i ett svenskt fängelse.

## Kända personer som varit fångar i lägret
- Angela Autsch, tysk nunna känd som "Auschwitz ängel"
- Cordelia Edvardson, svensk journalist och författare, korrespondent för Svenska Dagbladet, avliden 2012
- Magda Eggens, svensk författare, överlevande
- Anne Frank, tysk dagboksförfattare, avliden i Bergen-Belsen
- Otto Frank, avled 1980, fadern till den judiska dagboksförfattaren Anne Frank
- Hédi Fried, avled 2022, svensk författare och psykolog, överlevande
- Benny Grünfeld, svensk författare av ungersk börd. Han har varit i Sävsjö (Småland) och har hållit ett föredrag varje år för alla nioklassare
- Mietek Grocher, polsk-judisk föreläsare och författare
- Ferenc Göndör, ungersk-svensk författare och föreläsare, avled 2010
- Imre Kertész, ungersk författare, nobelpristagare (litteratur) 2002
- Maximilian Kolbe 1891-1941, polsk franciskanermunk, martyr, helgon 1982
- Zenia Larsson, svensk författare, överlevande
- Abraham Léon, polsk-belgisk trotskist, avled i lägret 1944
- Primo Levi, italiensk kemist, senare författare, överlevande
- Eva Mozes Kor, överlevare Mengeles tvillingexperiment
- Irène Némirovsky, fransk författare, avled i lägret 1942
- Witold Pilecki, polsk motståndsman och krigshjälte
- Emerich Roth, svensk författare, överlevande
- Eva Schloss, österrikisk-brittisk författare, föreläsare, överlevande
- Edith Stein, 1891–1942, tysk filosof, karmelitnunna (Teresa Benedicta av Korset), martyr, ett av Europas skyddshelgon 1999
- Simone Veil, fransk politiker, tidigare talman i Europaparlamentet
- Elie Wiesel, rumänsk-amerikansk författare, nobelpristagare (fred) 1986
- Sioma Zubicky, svensk författare och förespråkare mot rasism
- Simon Wiesenthal, österrikisk författare och nazistjägare, avled 2005

## SS-personal i Auschwitz II (Birkenau)
- Kommendant Rudolf Höss (1940–1943)
- Kommendant Arthur Liebehenschel (1943–1944)
- Kommendant Richard Baer (1944–1945)
- Dr Josef Mengele
- Dr Karl Brandt
- Dr Carl Clauberg
- Dr Hans Munch
- Dr Herta Oberhauser
- Dr Horst Schumann
- Irma Grese
- Maria Mandl
- Robert Mulka
- SS-Oberscharführer Josef Erber
- Karl Fritzsch
- Oskar Gröning
- Erich Mussfeld